# Yves Jézequel
Pour les articles homonymes, voir Jézéquel.
Yves Jézequel, né le 21 mai 1890 à Lannion et mort le 17 septembre 1959 à Lézardrieux, est un homme politique français.

## Biographie
Administrateur colonial de profession, il prend part aux combats de la Première Guerre mondiale mais il est grièvement blessé sur le Chemin des Dames en avril 1917 et est réformé pour cause de cécité. La guerre terminée, il devient maire de Trédarzec lors du scrutin municipal de 1919 et le demeure jusqu'en 1924, date de sa démission.
Lors du second conflit mondial, ses enfants Yvon et Simone entrent en résistance au sein du réseau Turquoise, mais ils sont arrêtés en avril 1944, internés à la prison Jacques-Cartier de Rennes puis envoyés en déportation en Allemagne. Yvon meurt à Neuengamme en janvier 1945 et Simone à Ravensbrück deux mois plus tard,. Très éprouvé par la perte de deux de ses trois enfants, Yves Jézequel reçoit la Croix de guerre et la rosette de commandeur de la Légion d'honneur à titre militaire.
Élu conseiller général et conseiller municipal de Lézardrieux en 1945, il en devient le premier édile en octobre 1947.
L'année suivante, il est candidat aux élections sénatoriales sous l'étiquette de l'UDSR et figure en troisième position sur la « liste d'union républicaine du Rassemblement des gauches républicaines et du RPF » conduite par le radical-socialiste André Cornu. Le 7 novembre 1948, il est élu conseiller de la République avec ses deux colistiers.
Au Conseil de la République, il siège au sein du groupe de la Gauche démocratique et du rassemblement des gauches républicaines et est membre de la commission de la marine et des pêches ainsi que celle des pensions civiles et militaires et des victimes de guerre et de l'oppression. Membre actif de la chambre haute, il y défend les intérêts de la Bretagne et des victimes de guerre.
Réélu maire en 1953 et sénateur en 1955, il quitte le conseil général des Côtes-du-Nord en 1958. Puis, en 1959, il met fin à sa carrière politique en ne sollicitant pas le renouvellement de son mandat parlementaire ni celui de premier édile de Lézardrieux. Il y meurt le 17 septembre 1959.
Son fils cadet Alain, préfet honoraire, est maire de Lézardrieux de juin 1995 à mars 2001.

## Détail des fonctions et des mandats
Mandat parlementaire
- 7 novembre 1948 - 26 avril 1959 : sénateur des Côtes-du-Nord

Mandats locaux
- 1919 - 1924 : maire de Trédarzec
- 30 septembre 1945 - 20 avril 1958 : conseiller général du canton de Lézardrieux
- 31 octobre 1947 - 21 mars 1959 : maire de Lézardrieux